# Muscolo elevatore del labbro superiore
Nell'anatomia umana il  muscolo elevatore del labbro superiore  è un muscolo del volto, che si trova sopra la bocca.

## Anatomia
Si tratta di uno dei 3 muscoli che parte dal labbro superiore finendo nell'ala del naso, viene chiamata anche porzione infraorbitale, gli altri due si chiamano muscolo elevatore del labbro superiore e dell'ala del naso e muscolo piccolo zigomatico.